# علی مطهری (نماینده شبستر)
علی مطهری، نماینده اصولگرا و مستقل مجلس هشتم بود. او ریاست کمیته مخابرات مجلس را نیز بر عهده داشت. دو نفر با نام علی مطهری در مجلس هشتم نماینده بودند. علی مطهری دیگر نماینده تهران است.

## تحصیلات
علی مطهری دارای مدرک لیساتس مهندسی برق-الکترونیک از دانشگاه صنعتی خواجه نصیرالدین طوسی و مدرک فوق لیسانس فوق لیسانس برق-مخابرات از دانشگاه ارومیه می باشد.
البته نام وی اول امامعلی کوسه بوده است که بعدا به علی مطهری کوزه کنانی تغییر داده شده است. 

## بیشینه شغلی
علی مطهری از ابتدای استخدام خود در شرکت مخابرات مشغول به کار بوده است و از رده کارشناسی تا مدیریتی را پله پله طی کرده است. او در کارنامه خود تجربه کار در چهار شهر ایران را دارد و آخرین سمت او قبل از نمایندگی، مدیریت مخابرات استان آذربایجان غربی بوده است.